# Porozumienie Narodowe
Porozumienie Narodowe (bułg. Народен сговор) – bułgarska organizacja polityczna utworzona 14 października 1921 przez bezpartyjnych przedstawicieli bułgarskiej inteligencji, oficerów rezerwy, bankierów i przemysłowców. Podstawowym celem ugrupowania było zjednoczenie partii politycznych reprezentujących interesy burżuazji i utworzenie silnej opozycji przeciw autorytarnemu rządowi Bułgarskiego Ludowego Związku Chłopskiego. 
Wśród założycieli Porozumienia Narodowego znaleźli się m.in. były dyplomata Aleksandyr Grekow, profesor Aleksandyr Cankow, docent Petko Stajnow i Dimityr Miszajkow. Początkowo na czele organizacji stał Grekow, zaś po jego śmierci 21 maja 1922 rola lidera przypadła Cankowowi. Zarząd i siedziba ugrupowania mieściły się w Sofii. Wraz ze wzrostem popularności Porozumienia na przełomie 1921 i 1922 jego zwolennicy zaczęli tworzyć lokalne komitety również w innych miastach, a także w garnizonach wojskowych. Od 10 kwietnia 1922 organizacja wydawała własny organ prasowy – gazetę "Słowo" (bułg. Слово).
17 września 1922 aktywiści sprawującego władzę Bułgarskiego Ludowego Związku Chłopskiego aresztowali działaczy opozycyjnego Bloku Konstytucyjnego. W kwietniu 1923 przeprowadzono wybory do Zgromadzenia Narodowego, w których ludowcy zdobyli aż 86% mandatów deputowanych. Pod wpływem tych dwóch wydarzeń członkowie Porozumienia Narodowego nawiązali współpracę ze Związkiem Wojskowym i Wewnętrzną Macedońską Organizacją Rewolucyjną i rozpoczęli przygotowania do zamachu stanu. Po przewrocie, przeprowadzonym 9 czerwca 1923, utworzono nowy gabinet rządowy, na czele którego stanął Aleksandyr Cankow. 
10 sierpnia 1923 Porozumienie Narodowe, Partia Demokratyczna, Partia Radykalno-Demokratyczna i Zjednoczona Partia Narodowo-Postępowa utworzyły koalicję Porozumienie Demokratyczne. Działacze koalicji sprawowali władzę w Carstwie Bułgarii do czerwca 1931. W maju 1932 Porozumienie Demokratyczne rozpadło się. Zwolennicy i członkowie dawnego Porozumienia Narodowego, na czele z Aleksandyrem Cankowem, sformowali Narodowy Ruch Socjalny o charakterze faszystowskim.

## Literatura
- Weliczko Georgijew: Народният сговор. 1921-1923 г. (w tłum. Porozumienie Narodowe. 1921-1923 r.). Sofia: 1989. Brak numerów stron w książce